# Sævar Þór Gíslason
Sævar Þór Gíslason (ur. 21 grudnia 1975) – islandzki piłkarz grający na pozycji napastnika. Wychowanek klubu Selfoss, do którego powrócił w 2006 roku. W 2001 roku zadebiutował w reprezentacji Islandii, w której do tej pory rozegrał siedem spotkań.